# Premiership Rugby 2017-18
La Liga de Inglaterra de Rugby 15 2017-18, más conocido como Aviva Premiership 2017-18 (por el nombre de su actual patrocinador). Fue la 31.ª edición de la Premiership Inglesa de Rugby. En este campeonato se enfrentaron los doce mejores equipos de Inglaterra.
El equipo que ascendió en esta edición fue London Irish.
El campeón de la temporada 2017-18 fue el Saracens luego de derrotar a Exeter Chiefs por 27 a 10 en la final del Aviva Premiership.

## Equipos participantes
| Equipo | Ciudad                        | Estadio               | Capacidad | Entrenador      | Mapa |
| --- | ----------------------------- | --------------------- | --------- | --------------- | --- |
| Bath | Bath, Somerset                | The Recreation Ground | 14 500    | Todd Blackadder | \| Bath Exeter Gloucester Harlequins FC Leicester London Wasps London Irish Newcastle Northampton Sale Saracens Worcester \| |
| Exeter Chiefs | Exeter, Devon                 | Sandy Park            | 12 500    | Rob Baxter      | \| Bath Exeter Gloucester Harlequins FC Leicester London Wasps London Irish Newcastle Northampton Sale Saracens Worcester \| |
| Gloucester | Gloucester, Gloucestershire   | Kingsholm Stadium     | 16 500    | David Humphreys | \| Bath Exeter Gloucester Harlequins FC Leicester London Wasps London Irish Newcastle Northampton Sale Saracens Worcester \| |
| Harlequins | Twickenham, Greater London    | Twickenham Stoop      | 14 816    | John Kingston   | \| Bath Exeter Gloucester Harlequins FC Leicester London Wasps London Irish Newcastle Northampton Sale Saracens Worcester \| |
| Leicester Tigers | Leicester, Leicestershire     | Welford Road          | 25 800    | Matt O'Connor   | \| Bath Exeter Gloucester Harlequins FC Leicester London Wasps London Irish Newcastle Northampton Sale Saracens Worcester \| |
| London Wasps | Coventry, West Midlands       | Ricoh Arena           | 24 161    | Dai Young       | \| Bath Exeter Gloucester Harlequins FC Leicester London Wasps London Irish Newcastle Northampton Sale Saracens Worcester \| |
| London Irish | Reading, Berkshire            | Madejski Stadium      | 24 161    | Nick Kennedy    | \| Bath Exeter Gloucester Harlequins FC Leicester London Wasps London Irish Newcastle Northampton Sale Saracens Worcester \| |
| Newcastle Falcons | Newcastle, Tyne and Wear      | Kingston Park         | 10 200    | Dean Richards   | \| Bath Exeter Gloucester Harlequins FC Leicester London Wasps London Irish Newcastle Northampton Sale Saracens Worcester \| |
| Northampton Saints | Northampton, Northamptonshire | Franklin's Gardens    | 15 500    | Jim Mallinder   | \| Bath Exeter Gloucester Harlequins FC Leicester London Wasps London Irish Newcastle Northampton Sale Saracens Worcester \| |
| Sale Sharks | Salford, Gran Mánchester      | AJ Bell Stadium       | 12 000    | Steve Diamond   | \| Bath Exeter Gloucester Harlequins FC Leicester London Wasps London Irish Newcastle Northampton Sale Saracens Worcester \| |
| Saracens | Barnet, Greater London        | Allianz Park          | 10 000    | Mark McCall     | \| Bath Exeter Gloucester Harlequins FC Leicester London Wasps London Irish Newcastle Northampton Sale Saracens Worcester \| |
| Worcester Warriors | Worcester, Worcestershire     | Sixways Stadium       | 12 024    | Gary Gold       | \| Bath Exeter Gloucester Harlequins FC Leicester London Wasps London Irish Newcastle Northampton Sale Saracens Worcester \| |
| Bath Exeter Gloucester Harlequins FC Leicester London Wasps London Irish Newcastle Northampton Sale Saracens Worcester |                               |                       |           |                 | |

## Clasificación
Actualizado a últimos partidos disputados el 5 de mayo de 2018 (22.ª Jornada).
|  |     | Equipos            |               | PJ | PG | PE | PP | PF  | PC  | Dif  | PBO | PBD | Pts |
|  | --- | ------------------ | ------------- | -- | -- | -- | -- | --- | --- | ---- | --- | --- | --- |
|  | 1.  | Exeter Chiefs (T)  | Sin cambios   | 22 | 17 | 0  | 5  | 618 | 354 | +264 | 13  | 4   | 85  |
|  | 2.  | Saracens           | Sin cambios   | 22 | 16 | 0  | 6  | 731 | 350 | +381 | 10  | 3   | 77  |
|  | 3.  | London Wasps       | Sin cambios   | 22 | 14 | 1  | 7  | 615 | 501 | +114 | 10  | 3   | 71  |
|  | 4.  | Newcastle Falcons  | Sin cambios   | 22 | 14 | 0  | 8  | 455 | 506 | -51  | 7   | 0   | 63  |
|  | 5.  | Leicester Tigers   | Sin cambios   | 22 | 13 | 0  | 9  | 537 | 472 | +65  | 5   | 6   | 63  |
|  | 6.  | Bath               | Crecimiento   | 22 | 11 | 0  | 11 | 572 | 531 | +41  | 8   | 4   | 56  |
|  | 7.  | Gloucester         | Decrecimiento | 22 | 11 | 1  | 10 | 490 | 597 | -107 | 8   | 2   | 56  |
|  | 8.  | Sale Sharks        | Decrecimiento | 22 | 10 | 0  | 12 | 556 | 531 | +25  | 9   | 5   | 54  |
|  | 9.  | Northampton Saints | Sin cambios   | 22 | 8  | 0  | 14 | 509 | 645 | -136 | 5   | 6   | 43  |
|  | 10. | Harlequins         | Sin cambios   | 22 | 7  | 0  | 15 | 479 | 640 | -161 | 5   | 3   | 36  |
|  | 11. | Worcester Warriors | Sin cambios   | 22 | 7  | 0  | 15 | 432 | 601 | -169 | 5   | 3   | 36  |
|  | 12. | London Irish (A)   | Sin cambios   | 22 | 3  | 0  | 19 | 385 | 651 | -266 | 3   | 7   | 22  |

Pts = Puntos totales; PJ = Partidos Jugados; G = Partidos Ganados; E = Partidos Empatados; P = Partidos Perdidos; PF = Puntos a favor; PC = Puntos en contra; Dif = Diferencia de puntos; PBO = Bonus ofensivos; PBD = Bonus defensivos
|  | Campeón 2017/18.                                                                                |
|  | Clasificados para semifinales y promovidos para la Copa de Europa 2018/19.                      |
|  | Clasificados para la Copa de Europa 2018/19.                                                    |
|  | Clasificado para la Fase de Clasificación de la Copa de Europa 2018/19.                         |
|  | Descenso a RFU Championship. Los descensos están sometidos a un Criterio de Estándares Mínimos. |
|  | (T) Campeón 2017/18.                                                                            |
|  | (A) Ascenso de RFU Championship para esta temporada.                                            |

## Resultados

### Fase regular
La Fase regular de la Premiership Rugby dura un total de 22 jornadas, la primera de ellas los días 1 al 3 de septiembre de 2016; y la última el 13 de mayo de 2018

#### Ida
| Jornada 1         | Jornada 1 | Jornada 1          | Jornada 1          | Jornada 1       | Jornada 1 |
| Local             | Resultado | Visitante          | Estadio            | Fecha           | Hora      |
| ----------------- | --------- | ------------------ | ------------------ | --------------- | --------- |
| Gloucester        | 28 - 21   | Exeter Chiefs      | Kingsholm Stadium  | 1 de septiembre | 19:45     |
| Newcastle Falcons | 35 - 8    | Worcester Warriors | Kingston Park      | 1 de septiembre | 19:45     |
| Saracens          | 55 - 24   | Northampton Saints | Twickenham Stadium | 2 de septiembre | 14:00     |
| London Wasps      | 50 - 35   | Sale Sharks        | Franklin's Gardens | 2 de septiembre | 15:00     |
| London Irish      | 39 - 29   | Harlequins         | Twickenham Stadium | 2 de septiembre | 16:45     |
| Leicester Tigers  | 23 - 27   | Bath               | Welford Road       | 3 de septiembre | 15:00     |

| Jornada 2          | Jornada 2 | Jornada 2         | Jornada 2             | Jornada 2        | Jornada 2 |
| Local              | Resultado | Visitante         | Estadio               | Fecha            | Hora      |
| ------------------ | --------- | ----------------- | --------------------- | ---------------- | --------- |
| Sale Sharks        | 12 - 13   | Newcastle Falcons | AJ Bell Stadium       | 8 de septiembre  | 19:45     |
| Bath               | 31 - 21   | Saracens          | The Recreation Ground | 9 de septiembre  | 14:00     |
| Exeter Chiefs      | 37 - 7    | London Irish      | Sandy Park            | 9 de septiembre  | 15:00     |
| Harlequins         | 28 - 17   | Gloucester        | Twickenham Stoop      | 9 de septiembre  | 15:00     |
| Northampton Saints | 24 - 11   | Leicester Tigers  | Franklin's Gardens    | 9 de septiembre  | 16:30     |
| Worcester Warriors | 10 - 24   | London Wasps      | Sixways Stadium       | 10 de septiembre | 15:00     |

| Jornada 3          | Jornada 3 | Jornada 3     | Jornada 3            | Jornada 3        | Jornada 3 |
| Local              | Resultado | Visitante     | Estadio              | Fecha            | Hora      |
| ------------------ | --------- | ------------- | -------------------- | ---------------- | --------- |
| Northampton Saints | 24 - 6    | Bath          | Franklin's Gardens   | 15 de septiembre | 19:45     |
| Worcester Warriors | 10 - 41   | Exeter Chiefs | Sixways Stadium      | 15 de septiembre | 19:45     |
| Sale Sharks        | 36 - 7    | London Irish  | AJ Bell Stadium      | 15 de septiembre | 20:00     |
| Leicester Tigers   | 24 - 10   | Gloucester    | Welford Road         | 16 de septiembre | 15:00     |
| Newcastle Falcons  | 7 - 29    | Saracens      | Talen Energy Stadium | 16 de septiembre | 17:10     |
| London Wasps       | 21 - 24   | Harlequins    | Ricoh Arena          | 17 de septiembre | 15:00     |

| Jornada 4     | Jornada 4 | Jornada 4          | Jornada 4             | Jornada 4        | Jornada 4 |
| Local         | Resultado | Visitante          | Estadio               | Fecha            | Hora      |
| ------------- | --------- | ------------------ | --------------------- | ---------------- | --------- |
| Gloucester    | 24 - 19   | Worcester Warriors | Kingsholm Stadium     | 22 de septiembre | 19:45     |
| Bath          | 32 - 33   | Newcastle Falcons  | The Recreation Ground | 23 de septiembre | 15:00     |
| Harlequins    | 28 - 31   | Leicester Tigers   | Twickenham Stoop      | 23 de septiembre | 15:00     |
| Saracens      | 41 - 13   | Sale Sharks        | Allianz Park          | 23 de septiembre | 15:00     |
| Exeter Chiefs | 31 - 17   | London Wasps       | Sandy Park            | 24 de septiembre | 15:00     |
| London Irish  | 25 - 40   | Northampton Saints | Madejski Stadium      | 24 de septiembre | 15:00     |

| Jornada 5          | Jornada 5 | Jornada 5     | Jornada 5          | Jornada 5        | Jornada 5 |
| Local              | Resultado | Visitante     | Estadio            | Fecha            | Hora      |
| ------------------ | --------- | ------------- | ------------------ | ---------------- | --------- |
| Newcastle Falcons  | 29 - 17   | London Irish  | Kingston Park      | 29 de septiembre | 19:45     |
| Worcester Warriors | 3 - 25    | Saracens      | Sixways Stadium    | 29 de septiembre | 19:45     |
| Sale Sharks        | 57 - 10   | Gloucester    | AJ Bell Stadium    | 29 de septiembre | 20:00     |
| Leicester Tigers   | 20 - 13   | Exeter Chiefs | Welford Road       | 30 de septiembre | 15:00     |
| Northampton Saints | 30 - 22   | Harlequins    | Franklin's Gardens | 30 de septiembre | 15:00     |
| London Wasps       | 9 - 25    | Bath          | Ricoh Arena        | 1 de octubre     | 15:00     |

| Jornada 6     | Jornada 6 | Jornada 6          | Jornada 6             | Jornada 6    | Jornada 6 |
| Local         | Resultado | Visitante          | Estadio               | Fecha        | Hora      |
| ------------- | --------- | ------------------ | --------------------- | ------------ | --------- |
| Harlequins    | 42 - 26   | Sale Sharks        | Twickenham Stoop      | 6 de octubre | 19:45     |
| Bath          | 29 - 13   | Worcester Warriors | The Recreation Ground | 7 de octubre | 15:00     |
| Exeter Chiefs | 34 - 24   | Newcastle Falcons  | Sandy Park            | 7 de octubre | 15:00     |
| Gloucester    | 29 - 24   | Northampton Saints | Kingsholm Stadium     | 7 de octubre | 15:00     |
| London Irish  | 27 - 28   | Leicester Tigers   | Madejski Stadium      | 7 de octubre | 15:00     |
| Saracens      | 38 - 19   | London Wasps       | Allianz Park          | 8 de octubre | 15:00     |

| Jornada 6     | Jornada 6 | Jornada 6          | Jornada 6             | Jornada 6    | Jornada 6 |
| Local         | Resultado | Visitante          | Estadio               | Fecha        | Hora      |
| ------------- | --------- | ------------------ | --------------------- | ------------ | --------- |
| Harlequins    | 42 - 26   | Sale Sharks        | Twickenham Stoop      | 6 de octubre | 19:45     |
| Bath          | 29 - 13   | Worcester Warriors | The Recreation Ground | 7 de octubre | 15:00     |
| Exeter Chiefs | 34 - 24   | Newcastle Falcons  | Sandy Park            | 7 de octubre | 15:00     |
| Gloucester    | 29 - 24   | Northampton Saints | Kingsholm Stadium     | 7 de octubre | 15:00     |
| London Irish  | 27 - 28   | Leicester Tigers   | Madejski Stadium      | 7 de octubre | 15:00     |
| Saracens      | 38 - 19   | London Wasps       | Allianz Park          | 8 de octubre | 15:00     |

| Jornada 7          | Jornada 7 | Jornada 7          | Jornada 7             | Jornada 7     | Jornada 7 |
| Local              | Resultado | Visitante          | Estadio               | Fecha         | Hora      |
| ------------------ | --------- | ------------------ | --------------------- | ------------- | --------- |
| Sale Sharks        | 6 - 10    | Exeter Chiefs      | AJ Bell Stadium       | 27 de octubre | 19:45     |
| Northampton Saints | 22 - 38   | London Wasps       | Franklin's Gardens    | 28 de octubre | 15:00     |
| Harlequins         | 41 - 35   | Worcester Warriors | Twickenham Stoop      | 28 de octubre | 15:00     |
| Saracens           | 44 - 13   | London Irish       | Allianz Park          | 28 de octubre | 15:00     |
| Newcastle Falcons  | 13 - 30   | Leicester Tigers   | Kingston Park         | 29 de octubre | 15:00     |
| Bath               | 21 - 22   | Gloucester         | The Recreation Ground | 29 de octubre | 15:00     |

| Jornada 8          | Jornada 8 | Jornada 8          | Jornada 8         | Jornada 8       | Jornada 8 |
| Local              | Resultado | Visitante          | Estadio           | Fecha           | Hora      |
| ------------------ | --------- | ------------------ | ----------------- | --------------- | --------- |
| Gloucester         | 23 - 17   | Saracens           | Kingsholm Stadium | 17 de noviembre | 19:45     |
| Worcester Warriors | 30 - 15   | Northampton Saints | Sixways Stadium   | 18 de noviembre | 13:00     |
| London Wasps       | 40 - 10   | Newcastle Falcons  | Ricoh Arena       | 18 de noviembre | 17:15     |
| Exeter Chiefs      | 31 - 17   | Harlequins         | Sandy Park        | 19 de noviembre | 15:00     |
| Leicester Tigers   | 35 - 27   | Sale Sharks        | Welford Road      | 19 de noviembre | 15:00     |
| London Irish       | 18 - 22   | Bath               | Madejski Stadium  | 19 de noviembre | 15:00     |

### Fase eliminatoria
|  | Semifinales | Semifinales       | Semifinales |          |    | Final         | Final | Final |  |
|  |             |                   |             |          |    |               |       |       |  |
|  |             |                   |             |          |    |               |       |       |  |
|  | 1           | Exeter Chiefs     | 36          |          |    |               |       |       |  |
|  | 1           | Exeter Chiefs     | 36          |          |    |               |       |       |  |
|  | 4           | Newcastle Falcons | 5           |          |    |               |       |       |  |
|  | 4           | Newcastle Falcons | 5           |          | 1  | Exeter Chiefs | 10    |       |  |
|  |             |                   |             |          | 1  | Exeter Chiefs | 10    |       |  |
|  |             |                   | 2           | Saracens | 27 |               |       |       |  |
|  | 2           | Saracens          | 2           | Saracens | 27 | 57            |       |       |  |
|  | 2           | Saracens          |             |          |    | 57            |       |       |  |
|  | 3           | London Wasps      | 33          |          |    |               |       |       |  |
|  | 3           | London Wasps      | 33          |          |    |               |       |       |  |
|  |             |                   |             |          |    |               |       |       |  |

#### Semifinales
| 19 de mayo de 2018, 12:30 UTC (UTC+0) | Saracens | 57 - 33 | London Wasps | Barnet Copthall, Londres                             |                                                      |
|                                       | Tries: Lozowski 2' Koch 12' Wyles 43' Figallo 64' Itoje 71' Spencer 76' Conversiones: (6/6) Farrell 3', 13', 44', 65', 72', 77' Penales: (5/5) Farrell 18', 22', 27', 56', 59' | Reporte | Tries: 23', 61' Le Roux 47' Cooper-Woolley 50' Young 73' Wade Conversiones: 48', 51' Gopperth (2/3) 62', 74' Cipriani (2/2) | Asistencia: 10 000 espectadores Árbitro(s): JP Doyle | Asistencia: 10 000 espectadores Árbitro(s): JP Doyle |

| 19 de mayo de 2018, 15:30 UTC (UTC+0) | Exeter Chiefs | 36 - 5  | Newcastle Falcons | Sandy Park, Exeter                                         |                                                            |
|                                       | Tries: White 39' Woodburn 60' Armand 80' Conversiones: (2/2) J. Simmonds 40', 61' (1/1) Steenson 80' Penales: (5/5) J. Simmonds 15', 25', 29', 47', 51' | Reporte | Try: 57' Tait     | Asistencia: 12 772 espectadores Árbitro(s): Matthew Carley | Asistencia: 12 772 espectadores Árbitro(s): Matthew Carley |

#### Final
| 26 de mayo de 2018, 15:00 UTC (UTC+0) | Exeter Chiefs                                                                  | 10 - 27 | Saracens | Estadio de Twickenham, Londres                           |                                                          |
|                                       | Try: Steenson 63' Conversión: (1/1) Steenson 63' Penales: (1/2) J. Simmonds 6' | Reporte | Tries: 15' B. Vunipola 19', 47' Wyles 79' Earle Conversiones: 15', 47' Farrell (2/3) Penal: 71' Spencer (1/1) | Asistencia: 75 128 espectadores Árbitro(s): Wayne Barnes | Asistencia: 75 128 espectadores Árbitro(s): Wayne Barnes |

| Bandera de Inglaterra |
| Campeón Saracens      |
| Cuarto título         |

## Resultados en detalle

### Cuadro de resultados
| Clubs              | BAT   | CHI   | GLO   | HAR   | TIG   | IRI   | FAL   | SAI   | SHA   | SAR   | WAS   | WAR   |
| ------------------ | ----- | ----- | ----- | ----- | ----- | ----- | ----- | ----- | ----- | ----- | ----- | ----- |
| Bath               |       | 18-20 | 21-22 | 38-14 | 19-34 | 63-19 | 32-33 | 32-9  | 33-32 | 31-21 | 26-31 | 29-13 |
| Exeter Chiefs      | 42-29 |       | 46-10 | 31-17 | 30-6  | 37-7  | 34-24 | 31-30 | 34-19 | 24-12 | 31-17 | 5-6   |
| Gloucester         | 20-43 | 28-21 |       | 37-9  | 24-17 | 39-15 | 20-21 | 29-24 | 20-16 | 23-17 | 25-25 | 24-19 |
| Harlequins         | 20-5  | 17-41 | 28-17 |       | 28-31 | 5-35  | 10-28 | 50-21 | 42-26 | 20-19 | 22-44 | 41-35 |
| Leicester Tigers   | 23-27 | 20-13 | 24-10 | 33-18 |       | 19-15 | 23-25 | 21-27 | 35-27 | 17-29 | 16-15 | 27-31 |
| London Irish       | 18-22 | 5-45  | 29-33 | 39-29 | 27-28 |       | 15-20 | 25-40 | 9-13  | 14-51 | 13-17 | 22-9  |
| Newcastle Falcons  | 29-12 | 28-20 | 7-29  | 11-10 | 13-30 | 29-17 |       | 25-22 | 35-30 | 7-29  | 22-39 | 35-8  |
| Northampton Saints | 24-6  | 14-35 | 22-19 | 30-22 | 24-11 | 25-17 | 22-24 |       | 25-34 | 13-63 | 22-38 | 32-24 |
| Sale Sharks        | 32-9  | 6-10  | 57-10 | 30-29 | 13-35 | 36-7  | 12-13 | 18-15 |       | 3-13  | 28-27 | 58-25 |
| Saracens           | 41-6  | 18-20 | 62-12 | 24-11 | 20-28 | 44-13 | 25-3  | 55-24 | 41-13 |       | 38-19 | 46-31 |
| London Wasps       | 9-25  | 13-7  | 49-24 | 21-24 | 32-25 | 24-16 | 40-10 | 36-29 | 50-35 | 15-38 |       | 30-15 |
| Worcester Warriors | 25-46 | 10-41 | 25-15 | 44-13 | 5-34  | 23-8  | 27-13 | 30-15 | 14-18 | 3-25  | 10-24 |       |

|  | Victoria local |  | Empate |  | Derrota local |

### Evolución de la clasificación
| Club               | 1  | 2  | 3  | 4  | 5  | 6  | 7  | 8  | 9  | 10 | 11 | 12 | 13 | 14 | 15 | 16 | 17 | 18 | 19 | 20 | 21 | 22 |
| ------------------ | -- | -- | -- | -- | -- | -- | -- | -- | -- | -- | -- | -- | -- | -- | -- | -- | -- | -- | -- | -- | -- | -- |
| Bath               | 6  | 3  | 7  | 7  | 5  | 4  | 4  | 4  | 3  | 4  | 5  | 6  | 5  | 5  | 5  | 5  | 7  | 8  | 8  | 8  | 8  | 6  |
| Exeter Chiefs      | 8  | 4  | 1  | 1  | 4  | 2  | 2  | 1  | 1  | 1  | 1  | 1  | 1  | 1  | 1  | 1  | 1  | 1  | 1  | 1  | 1  | 1  |
| Gloucester         | 5  | 7  | 10 | 9  | 10 | 8  | 8  | 5  | 5  | 2  | 4  | 4  | 4  | 4  | 4  | 6  | 5  | 6  | 7  | 6  | 6  | 7  |
| Harlequins         | 9  | 6  | 5  | 6  | 9  | 7  | 5  | 7  | 8  | 7  | 9  | 7  | 9  | 9  | 9  | 9  | 9  | 9  | 9  | 9  | 10 | 10 |
| Leicester Tigers   | 7  | 11 | 9  | 8  | 7  | 6  | 3  | 3  | 4  | 6  | 6  | 9  | 8  | 8  | 8  | 7  | 6  | 5  | 3  | 5  | 5  | 5  |
| London Irish       | 4  | 8  | 11 | 11 | 11 | 11 | 11 | 12 | 12 | 12 | 12 | 12 | 12 | 12 | 12 | 12 | 12 | 12 | 12 | 12 | 12 | 12 |
| London Wasps       | 3  | 1  | 2  | 5  | 8  | 10 | 9  | 6  | 6  | 5  | 3  | 3  | 3  | 3  | 3  | 3  | 3  | 3  | 4  | 3  | 3  | 3  |
| Newcastle Falcons  | 2  | 2  | 4  | 4  | 3  | 5  | 7  | 9  | 9  | 8  | 7  | 5  | 6  | 7  | 6  | 4  | 4  | 4  | 5  | 4  | 4  | 4  |
| Northampton Saints | 12 | 9  | 6  | 3  | 1  | 3  | 6  | 8  | 7  | 10 | 10 | 10 | 10 | 10 | 10 | 10 | 10 | 10 | 10 | 10 | 9  | 9  |
| Sale Sharks        | 10 | 10 | 8  | 10 | 6  | 9  | 10 | 10 | 10 | 9  | 8  | 8  | 7  | 6  | 7  | 8  | 8  | 7  | 6  | 7  | 7  | 8  |
| Saracens           | 1  | 5  | 3  | 2  | 2  | 1  | 1  | 2  | 2  | 3  | 2  | 2  | 2  | 2  | 2  | 2  | 2  | 2  | 2  | 2  | 2  | 2  |
| Worcester Warriors | 11 | 12 | 12 | 12 | 12 | 12 | 12 | 11 | 11 | 11 | 11 | 11 | 11 | 11 | 11 | 11 | 11 | 11 | 11 | 11 | 11 | 11 |

## Estadísticas
| Rank | Jugador           | Club         | Puntos |
| ---- | ----------------- | ------------ | ------ |
| 1    | Owen Farrell      | Saracens     | 186    |
| 2    | George Ford       | Leicester    | 166    |
| 3    | Marcus Smith      | Harlequins   | 165    |
| 4    | Gareth Steenson   | Exeter       | 161    |
| 5    | Rhys Priestland   | Bath         | 149    |
| 6    | AJ MacGinty       | Sale         | 144    |
| 7    | Jimmy Gopperth    | Wasps        | 139    |
| 8    | Billy Twelvetrees | Gloucester   | 124    |
| 9    | Tommy Bell        | London Irish | 117    |
| 10   | Faf de Klerk      | Sale         | 97     |

| Rank | Jugador         | Club            | Tries |
| ---- | --------------- | --------------- | ----- |
| 1    | Josh Adams      | Worcester       | 13    |
| 1    | Vereniki Goneva | Newcastle       | 13    |
| 3    | Sam Simmonds    | Exeter          | 12    |
| 3    | Byron McGuigan  | Sale            | 12    |
| 3    | Christian Wade  | Wasps           | 12    |
| 3    | Marland Yarde   | Harlequins/Sale | 12    |
| 7    | Denny Solomona  | Sale            | 11    |
| 7    | Josh Bassett    | Wasps           | 11    |
| 9    | Matt Banahan    | Bath            | 10    |
| 9    | Ben Spencer     | Saracens        | 10    |

## Asistencia
- No se incluye la final en Twickenham

| Club               | Local Juegos | Total   | Promedio | Mayor  | Menor  | % Capacidad |
| ------------------ | ------------ | ------- | -------- | ------ | ------ | ----------- |
| Bath               | 11           | 203,395 | 18,490   | 60,880 | 13,015 | 96%         |
| Exeter Chiefs      | 11           | 128,596 | 11,691   | 12,807 | 8,536  | 91%         |
| Gloucester         | 11           | 145,998 | 13,273   | 16,115 | 8,340  | 80%         |
| Harlequins         | 11           | 207,522 | 18,866   | 77,825 | 7,450  | 88%         |
| Leicester Tigers   | 11           | 251,667 | 22,879   | 25,849 | 20,008 | 89%         |
| London Irish       | 11           | 134,012 | 12,183   | 56,532 | 4,457  | 35%         |
| Newcastle Falcons  | 11           | 107,323 | 9,757    | 30,174 | 5,875  | 71%         |
| Northampton Saints | 11           | 144,140 | 13,104   | 15,203 | 8,403  | 85%         |
| Sale Sharks        | 11           | 69,015  | 6,274    | 10,050 | 4,510  | 52%         |
| Saracens           | 11           | 199,069 | 18,097   | 56,532 | 8,194  | 94%         |
| Wasps              | 11           | 194,046 | 17,641   | 26,296 | 12,018 | 54%         |
| Worcester Warriors | 11           | 94,570  | 8,597    | 11,499 | 7,023  | 72%         |

Fuente: rugby.statbunker.com